# Ministre de la Défense nationale (Canada)
Le ministre de la Défense nationale (en anglais : Minister of National Defence) est le ministre responsable de la politique de défense et des Forces armées au sein du gouvernement fédéral du Canada. Il est à la tête du ministère de la Défense nationale.
Autrefois, la position était connue sous le nom de ministre de la Milice et de la Défense. Durant la Seconde Guerre mondiale, le ministre de la Défense nationale était assisté par deux subordonnés : le ministre de la Défense nationale pour l'air et le ministre de la Défense nationale pour les services navals. À la fin de la guerre, le portefeuille est fusionné en un seul ministère.
L'actuel ministre de la Défense nationale est David McGuinty.
L'officier le plus gradé se rapportant au ministre est le chef d'État-Major de la Défense. Bien que le roi du Canada représenté par le gouverneur général du Canada soit le commandant en chef des Forces canadiennes, la responsabilité politique est dans les mains du ministre de la Défense nationale et la responsabilité militaire relève du chef d'État-Major — sans qui un ordre ne peut être donné.

## Liste des ministres
| #  | Ministre                                | Cabinet       | Dates                                 |
| -- | --------------------------------------- | ------------- | ------------------------------------- |
| 1  | George Perry Graham                     | King          | 1er janvier 1923 - 27 avril 1923      |
| *  | Edward Mortimer Macdonald (par intérim) | King          | 28 avril 1923 - 16 août 1923          |
| 2  | Edward Mortimer Macdonald               | King          | 17 août 1923 - 28 juin 1926           |
| *  | Hugh Guthrie                            | Meighen       | 29 juin 1926 - 12 juillet 1926        |
| 3  | Hugh Guthrie                            | Meighen       | 13 juillet 1926 - 25 septembre 1926   |
|    | Vacant                                  | King          | 25 septembre 1926 - 30 septembre 1926 |
| *  | James Robb (par intérim)                | King          | 1er octobre 1926 - 7 octobre 1926     |
| 4  | James Ralston                           | King          | 8 octobre 1926 - 7 août 1930          |
| 5  | Donald Matheson Sutherland              | Bennett       | 7 août 1930 - 16 novembre 1934        |
| 6  | Grote Stirling                          | Bennett       | 17 novembre 1934 - 23 octobre 1935    |
| 7  | Ian Alistair Mackenzie                  | King          | 24 octobre 1935 - 18 septembre 1939   |
| 8  | Norman McLeod Rogers                    | King          | 19 septembre 1939 - 10 juin 1940      |
| *  | Charles Power                           | King          | 11 juin 1940 - 4 juillet 1940         |
|    | James Ralston (2e fois)                 | King          | 5 juillet 1940 - 1er novembre 1944    |
| 9  | Andrew McNaughton                       | King          | 2 novembre 1944 - 20 août 1945        |
| 10 | Douglas Abbott                          | King          | 21 août 1945 - 9 décembre 1946        |
| 11 | Brooke Claxton                          | King          | 10 décembre 1946 - 15 novembre 1948   |
| 11 | Brooke Claxton                          | St-Laurent    | 15 novembre 1948 - 30 juin 1954       |
| 12 | Ralph Campney                           | Saint-Laurent | 1er juillet 1954 - 20 juin 1957       |
| 13 | George R. Pearkes                       | Diefenbaker   | 21 juin 1957 - 10 octobre 1960        |
| 14 | Douglas Harkness                        | Diefenbaker   | 11 octobre 1960 - 3 février 1963      |
|    | Vacant                                  | Diefenbaker   | 4 février 1963 - 11 février 1963      |
| 15 | Gordon Churchill                        | Diefenbaker   | 12 février 1963 - 21 avril 1963       |
| 16 | Paul Hellyer                            | Pearson       | 22 avril 1963 - 18 septembre 1967     |
| 17 | Léo Cadieux                             | Pearson       | 19 septembre 1967 - 19 avril 1968     |
| 17 | Léo Cadieux                             | Trudeau       | 20 avril 1968 - 16 septembre 1970     |
| *  | Bud Drury (par intérim)                 | Trudeau       | 17 septembre 1970 - 23 septembre 1970 |
| 18 | Donald Macdonald                        | Trudeau       | 24 septembre 1970 - 27 janvier 1972   |
| 19 | Edgar Benson                            | Trudeau       | 28 janvier 1972 - 31 août 1972        |
| *  | Jean-Eudes Dubé (par intérim)           | Trudeau       | 1er septembre 1972 - 6 septembre 1972 |
| *  | Bud Drury (par intérim, 2e fois)        | Trudeau       | 7 septembre 1972 - 26 novembre 1972   |
| 20 | James Richardson                        | Trudeau       | 27 novembre 1972 - 12 octobre 1976    |
| *  | Barnett Danson (par intérim)            | Trudeau       | 13 octobre 1976 - 2 novembre 1976     |
| 21 | Barnett Danson                          | Trudeau       | 3 novembre 1976 - 3 juin 1979         |
| 22 | Allan McKinnon                          | Clark         | 4 juin 1979 - 2 mars 1980             |
| 23 | Gilles Lamontagne                       | Trudeau       | 3 mars 1980 - 11 août 1983            |
| 24 | Jean-Jacques Blais                      | Trudeau       | 12 août 1983 - 29 juin 1984           |
| 24 | Jean-Jacques Blais                      | Turner        | 30 juin 1984 - 16 septembre 1984      |
| 25 | Robert Coates                           | Mulroney      | 17 septembre 1984 - 11 février 1985   |
| *  | Erik Nielsen (par intérim)              | Mulroney      | 12 février 1985 - 25 février 1985     |
| 26 | Erik Nielsen                            | Mulroney      | 26 février 1985 - 29 juin 1986        |
| 27 | Perrin Beatty                           | Mulroney      | 30 juin 1986 - 29 janvier 1989        |
| 28 | Bill McKnight                           | Mulroney      | 30 janvier 1989 - 20 avril 1991       |
| 29 | Marcel Masse                            | Mulroney      | 21 avril 1991 - 3 janvier 1993        |
| 30 | Kim Campbell                            | Mulroney      | 4 janvier 1993 - 24 juin 1993         |
| 31 | Tom Siddon                              | Campbell      | 25 juin 1993 - 3 novembre 1993        |
| 32 | David Collenette                        | Chrétien      | 4 novembre 1993 - 4 octobre 1996      |
| 33 | Doug Young                              | Chrétien      | 5 octobre 1996 - 10 juin 1997         |
| 34 | Art Eggleton                            | Chrétien      | 11 juin 1997 - 25 juin 2002           |
| 35 | John McCallum                           | Chrétien      | 26 juin 2002 - 11 décembre 2003       |
| 36 | David Pratt                             | Martin        | 12 décembre 2003 - 19 juillet 2004    |
| 37 | Bill Graham                             | Martin        | 20 juillet 2004 - 5 février 2006      |
| 38 | Gordon O'Connor                         | Harper        | 6 février 2006 - 14 août 2007         |
| 39 | Peter MacKay                            | Harper        | 14 août 2007 - 15 juillet 2013        |
| 40 | Robert Nicholson                        | Harper        | 15 juillet 2013 - 9 février 2015      |
| 41 | Jason Kenney                            | Harper        | 9 février 2015 - 4 novembre 2015      |
| 42 | Harjit Sajjan                           | Trudeau       | 4 novembre 2015 - 26 octobre 2021     |
| 43 | Anita Anand                             | Trudeau       | 26 octobre 2021 - 26 juillet 2023     |
| 44 | Bill Blair                              | Trudeau       | 26 juillet 2023 - 14 mars 2025        |
| 44 | Bill Blair                              | Carney        | 14 mars 2025 - 13 mai 2025            |
| 45 | David McGuinty                          | Carney        | 13 mai 2025 -                         |